# スー・チー
スー・チー（舒 淇、拼音: Shū Qí、本名: 林立慧、1976年4月16日 - ）は、台湾台北市出身の女優。

## 来歴
18歳で中小モデルプロダクション巴比倫に所属し、書琪の芸名でモデル活動を開始する。この頃、映画『スー・チーin愛慾』に出演し実質的なヒロイン役を演じたが、諸般の事情からお蔵入りとなる。その後、舒琪名義で揚名映畫社から出版されたヌード写真集『私。舒琪』に注目したマンフレッド・ウォンの誘いを受けて香港へと渡り、『ロレッタ・リー×スー・チーin SEX&禅（スー・チーのSEX&禅）』でロレッタ・リーと共に主演する。同時に同名の映画監督舒琪（シュウ・ケイ）との混同を避けるために芸名を舒淇に改めた。
当初こそセクシーアイドルという扱いに甘んじていたが、1996年に『夢翔る人/色情男女』で第16回香港電影金像奨の最優秀新人賞と最優秀助演女優賞をダブル受賞。言葉の障害をものともしない個性豊かな表現力が早い段階から評価され、次々に有名俳優と共演し人気監督の作品にも数多く出演するようになる。1998年には『ポートランド・ストリート・ブルース』では第18回香港電影金像奨最優秀助演女優賞と第35回金馬奨最優秀助演女優賞を受賞した。
日本では、1999年のジャッキー・チェン主演映画『ゴージャス』に出演したことにより、広く名を知られるようになる。また、日本コカ・コーラの烏龍茶「煌」のCMにも出演した。
2000年にはスタンリー・クワン監督の『異邦人たち』で海外からも注目を集め、2001年の『ミレニアム・マンボ』以後は台湾の巨匠ホウ・シャオシェン作品の常連ともなり、カンヌ国際映画祭にも毎年登場。2002年の『トランスポーター』で欧米映画にも進出。台湾・香港映画界を代表する国際派女優のひとりとなっている。
2005年、ホウ・シャオシェン監督の『百年恋歌』で第42回金馬奨最優秀主演女優賞を受賞。2009年の第62回カンヌ国際映画祭では審査員を務めた。2015年にはやはりホウ・シャオシェン監督の『黒衣の刺客』で第10回アジア・フィルム・アワード最優秀女優賞を受賞している。
2016年9月、俳優・映画監督のスティーブン・フォンと結婚した。

## 出演

### 映画
- スー・チーin愛慾 霊與慾 （1995）
- ロレッタ・リー×スー・チーin SEX&禅 玉蒲團2之玉女心經 （1996）……DVD邦題：スー・チーのSEX&禅
- 不夜街II 復讐の天使たち 紅燈區 （1996）
- 夢翔る人/色情男女 色情男女 （1996）
- スー・チーin 慾女 セクシャル・リベンジ 慾女 （1996）
- 愛情アメーバ 愛情amoeba （1997）※日本ではCS放送。
- BE MY BOY 基佬四十 （1997）
- ビビアン・スー&スー・チーin 恋する季節 超級無敵追女仔 （1997）
- スウィート・シンフォニー 飛一般愛情小説 （1997）
- MY DAD IS A JERK 對不起、多謝你 （1997）
- タイムトラベル 精裝難兄難弟 （1997）※日本ではCS放送。
- スティル・ブラック 碧血藍天 （1998）
- ホーク/B計画 B計劃 （1998）
- 風雲 ストームライダーズ 風雲 雄覇天下 （1998）
- ラッキー・ガイ 行運一條龍 （1998）
- ポートランド・ストリート・ブルース 古惑仔情義篇之洪興十三妹 （1998）
- 美少年の恋 美少年之戀 （1998）
- 硝子のジェネレーション/香港少年激闘団 新古惑仔之少年激闘篇 （1998）
- 玻璃の城 玻璃之城 （1998）
- 新恋愛世紀 ラブ・ジェネレーション 新戀愛世紀 （1998）
- レジェンド・オブ・ヒーロー/中華英雄 中華英雄（1999）
- スイート・ムーンライト 天旋地戀  （1999）
- ゴージャス 玻璃樽 （1999）
- ドラゴン・ヒート 龍火 （1999）
- ゴッド・ギャンブラー/無名の物語 賭聖3無名小子 （2000）※日本ではCS放送。
- 戦場のマリア 星語心願 （2000）
- わすれな草 半支煙 （2000）
- 特攻!BAD BOYS Bad Boy 特攻 （2000）
- スパイチーム 神偸次世代 （2000）
- スー・チーin トラブル・セブン 我愛777 （2000）
- 異邦人たち 有時跳舞 （2000）
- 狼たちの伝説 亜州黒社会戦争 勝者為王 （2000）
- ミレニアム・マンボ 千禧曼波 （2001）
- マーシャル・エンジェル 絶色神偸 （2001）
- ラブ・イズ・マネー 有情飲水飽 （2001）
- 北京ロック 北京樂與路 （2001）
- トランスポーター Le Transporteur （2002）
- ドミノ Office有鬼 （2002）
- スー・チー in ヴィジブル・シークレット 幽霊人間 （2002）
- クローサー 夕陽天使 （2002）
- ブルー・エンカウンター 衛斯理藍血人  (2002)
- スー・チーin ミスター・パーフェクト 奇逢敵手 （2003）
- the EYE 2 見鬼2 （2004）
- ソウル攻略 韓城攻略 （2004）
- 百年恋歌 最好的時光 （2005）
- ソウルウェディング 花嫁はギャングスター3 조폭 마누라 3 （2005）
- 傷だらけの男たち 傷城 （2006）
- 死の森 森冤 （2007）
- ブラッド・ブラザーズ-天堂口- 天堂口 （2007）
- それぞれのシネマ「電姫戯院」 Chacun son cinéma - The Electric Princess House （2007）※オムニバスの一篇。
- 狙った恋の落とし方。 非誠勿擾 （2008）
- Look for a Star -星を探して- 游龍戲鳳 （2009）※日本ではNetflixで配信。
- ニューヨーク、アイラブユー New York, I Love You （2009）
- マーシャル・シティー〜超人大戦 全城戒備 （2010）
- レジェンド・オブ・フィスト 怒りの鉄拳 精武風雲・陳真 （2010）
- 狙った恋の落とし方。2 非誠勿擾2 （2010）※2011東京／札幌・中国映画週間で上映。
- ビューティフル・ライフ -もう二度と離さない- 不再让你孤单 （2011）※日本ではNetflixで配信。
- LOVE 愛 （2011）※第7回大阪アジアン映画祭で『LOVE』の邦題で上映、2012東京／長崎・中国映画週間では『愛』の邦題で上映。
- 2番目の女 情謎 （2012）※第7回大阪アジアン映画祭で上映。
- TAICHI 太極 ゼロ 太極1 従零開始 （2012）
- TAICHI 太極 ヒーロー 太極2 英雄崛起 （2012）
- ライジング・ドラゴン 十二生肖 （2012）
- 西遊記〜はじまりのはじまり〜 西游 降魔篇 （2013）
- 弾丸と共に去りぬ -暗黒街の逃亡者- 一步之遥 （2014）
- 黒衣の刺客 刺客 聶影娘（2015）
- ロスト・レジェンド 失われた棺の謎 鬼吹燈之尋龍訣（2015）
- 親友の結婚式 我最好朋友的婚礼（2016）※日本では2016東京・中国映画週間で上映され、Netflixで配信。Amazonprimeなどでは『スー・チーのベスト・フレンズ・ウェディング』の邦題で配信。
- 健忘村 健忘村（2017）※アジアフォーカス・福岡国際映画祭2017、第9回京都ヒストリカ国際映画祭で上映。
- 西遊記2〜妖怪の逆襲〜 西游 伏妖篇 （2017）
- グレート・アドベンチャー 俠盜聯盟（2017）
- アイランド 一出好戯 一出好戯（2018）※中国映画祭「電影2019」で上映。
- 上海要塞 上海堡塁（2019）※日本ではNetflixで配信。
- 非誠勿擾3（2023）
- 彼女 寻她（2024）※現代中国映画祭2024で上映。
- 狂野时代（2025）

### CM
- 日本コカ・コーラの烏龍茶「煌」

### イメージDVD
- 私、スーチー（2007）